# Wagneau Eloi
Wagneau Eloi (Port-au-Prince, 11 settembre 1973) è un ex calciatore haitiano, di ruolo attaccante.

## Carriera

### Calciatore
Durante la sua carriera gioca per Paris FC, Lens, Nancy, Monaco, Guingamp, La Louvière e Roeselare. Ha rappresentato il Lens in 60 incontri di Ligue 1 mettendo a segno 13 marcature. Nonostante ciò, ha giocato più partite per la squadra riserve, con la quale ha collezionato 65 presenze siglando 23 gol. Vanta 52 presenze e 22 reti nella massima divisione del campionato belga oltre a 8 sfide europee nelle quali ha realizzato una sola marcatura: il 21 ottobre 1998 decide Lens-Panathīnaïkos (1-0), partita valida per la fase a gironi della Champions League.
Ha indossato i colori di Haiti tra il 1993 e il 2006.

### Allenatore
Tra l'aprile del 2008 e il settembre del 2009 ha allenato la Nazionale haitiana.

## Palmarès

### Club

#### Competizioni nazionali
- Coupe de la Ligue: 1

Lens: 1993-1994
- Campionato francese: 2

Lens: 1997-1998
Monaco: 1999-2000